# Victor Augagneur
Jean-Victor Augagneur, född 16 maj 1855 i Lyon, död 23 april 1931 i Le Vésinet, var en fransk läkare och politiker.
Augagneur blev 1879 medicine doktor, 1895 professor i kirurgisk patologi och 1904–05 professor i syfilidologi och dermatologi vid Lyons universitet. Han tog sedan 1888 framträdande del i det kommunala livet i Lyon, var 1900–05 stadens borgmästare, valdes november 1904 till deputerad för Lyon och tillhörde i nationalförsamlingen Parti républicain-socialiste. 
Augagneur efterträdde november 1905 Joseph Gallieni som generalguvernör över Madagaskar och främjade där energiskt jordbruk och hälsovård, inskärpte respekt för den inhemska befolkningens nationella seder och bruk samt höll strängt på religiös neutralitet vid skolundervisningen. 
Efter sin återkomst till hemlandet 1910 var Augagneur under tiden juni 1911 tiden januari 1912 minister för offentliga arbeten i ministären Joseph Caillaux, blev januari 1914 en av deputeradekammarens vicepresidenter samt var juni till augusti 1914 undervisningsminister i René Vivianis första ministär och augusti 1914 till oktober 1915 marinminister i Vivianis andra ministär. Han tog under krigsåren framträdande del i deputeradekammarens debatter och utskottsförhandlingar. Åren 1919–23 var han generalguvernör över Franska Ekvatorialafrika. Han utgav en mängd arbeten om hud- och veneriska sjukdomar.